# Gyeran-mari
Le gyeran-mari (coréen : 계란말이 ; munhwaŏ : 닭알부침) (« omelette roulée ») est un banchan (plat d'accompagnement) de la cuisine coréenne. Une fois cuite, elles est coupée en des morceaux de 2 ou 3 centimètres. C'est un anju courant servi dans les pojangmacha (en).

## Galerie

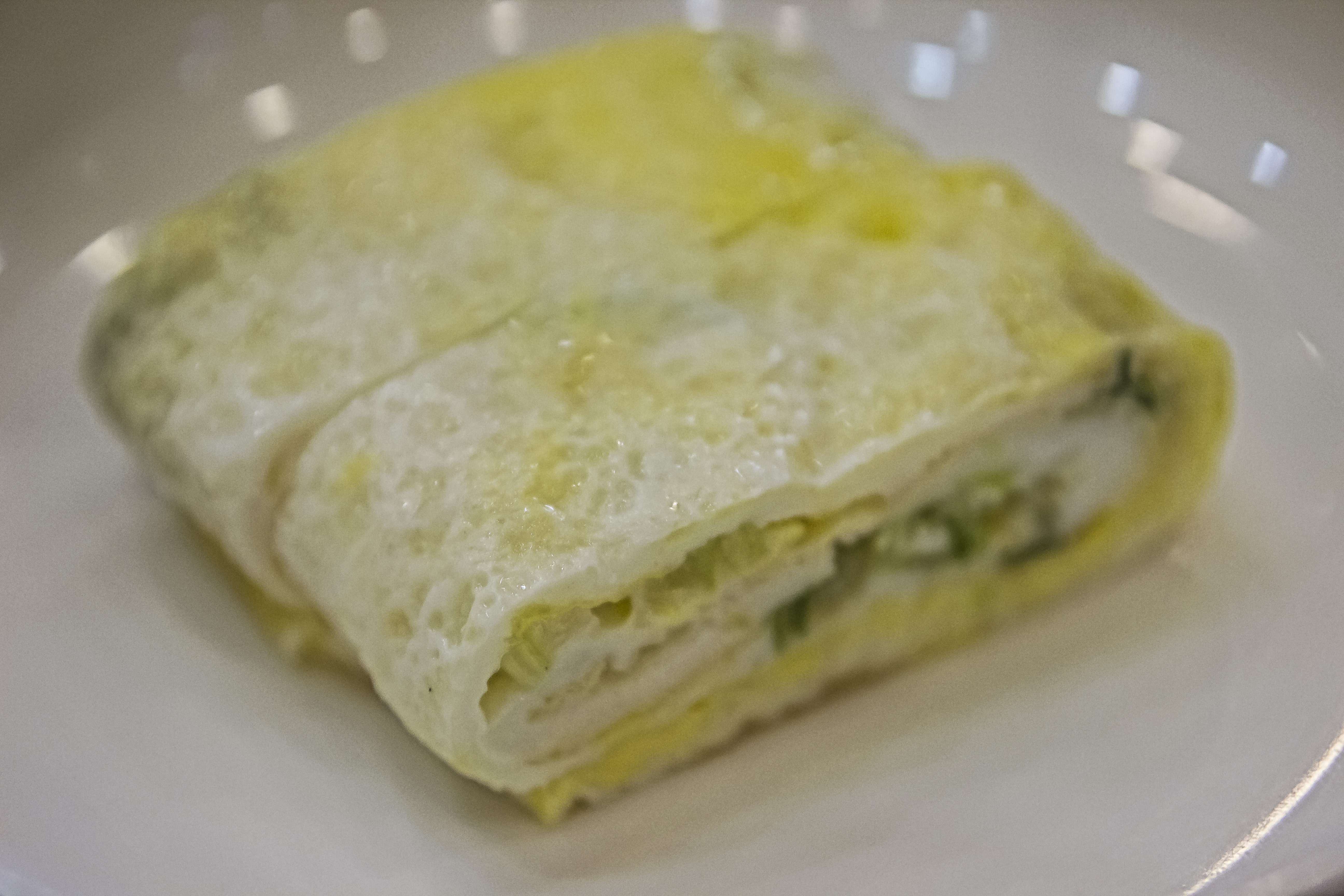
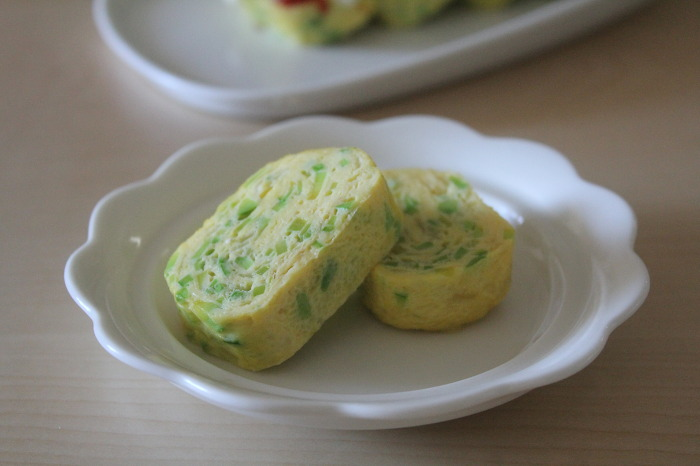
Avec de l'aehobak (en).
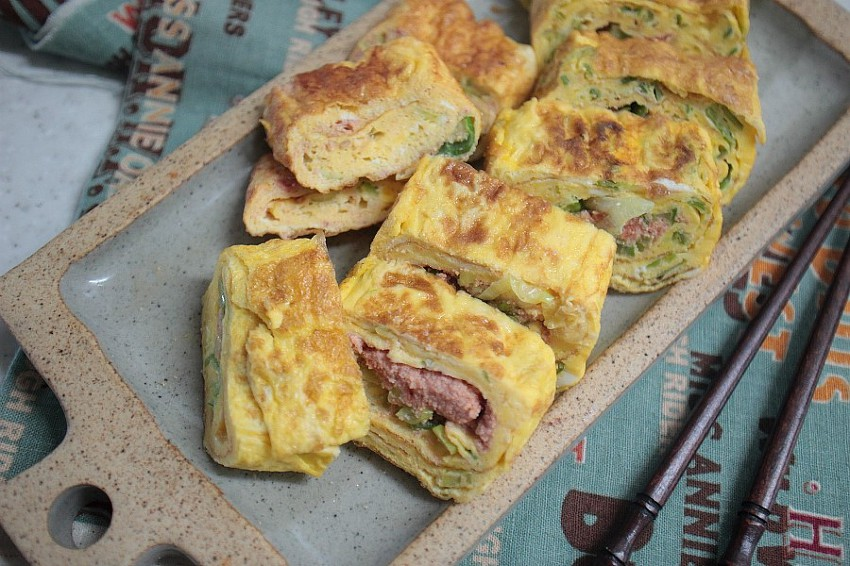
Avec du rogue de colin.